# Campionats del món de ciclisme de muntanya de 1997
Els Campionats del món de ciclisme de muntanya de 1997 van ser la 8a edició dels Campionats del món de ciclisme de muntanya organitzats per la Unió Ciclista Internacional. Les proves tingueren lloc del 18 al 21 de setembre de 1997 a Château-d'Oex (Vaud) a Suïssa.

## Resultats

### Camp a través
| Proves         | Or                     | Plata                 | Bronze                  |
| Masculí        | Hubert Pallhuber (ITA) | Henrik Djernis (DEN)  | Luca Bramati (ITA)      |
| Femení         | Paola Pezzo (ITA)      | Nadia De Negri (ITA)  | Margalida Fullana (ESP) |
| Masculí sub-23 | Miguel Martinez (FRA)  | Cadel Evans (AUS)     | Dario Acquaroli (ITA)   |
| Masculí júnior | Franz Kehl (SUI)       | Mathias Mende (GER)   | Marian Masny (SVK)      |
| Femení júnior  | Cecilia Potts (USA)    | Helena Eriksson (SWE) | Anna Szafraniec (POL)   |

### Descens
| Proves         | Or                           | Plata                | Bronze                |
| Masculí        | Nicolas Vouilloz (FRA)       | John Tomac (USA)     | Cédric Gracia (FRA)   |
| Femení         | Anne-Caroline Chausson (FRA) | Marielle Saner (SUI) | Katja Repo (FIN)      |
| Masculí júnior | Mickael Pascal (FRA)         | David Vázquez (ESP)  | Tobias Westman (SWE)  |
| Femení júnior  | Sara Stieger (SUI)           | Tracy Moseley (GBR)  | Sabrina Jonnier (FRA) |

## Medaller
| Pos.  | País         | Or | Plata | Bronze | Total |
| 1     | França       | 4  | 0     | 1      | 5     |
| 2     | Itàlia       | 2  | 1     | 2      | 5     |
| 3     | Suïssa       | 2  | 1     | 0      | 3     |
| 4     | Estats Units | 1  | 1     | 0      | 2     |
| 5     | Regne Unit   | 0  | 1     | 1      | 2     |
| 5     | Espanya      | 0  | 1     | 1      | 2     |
| 5     | Suècia       | 0  | 1     | 1      | 2     |
| 8     | Austràlia    | 0  | 1     | 0      | 1     |
| 8     | Dinamarca    | 0  | 1     | 0      | 1     |
| 8     | Alemanya     | 0  | 1     | 0      | 1     |
| 11    | Finlàndia    | 0  | 0     | 1      | 1     |
| 11    | Polònia      | 0  | 0     | 1      | 1     |
| 11    | Eslovàquia   | 0  | 0     | 1      | 1     |
| Total | Total        | 9  | 9     | 9      | 27    |